# Постельсы
Постельсы (нем. Postels) — дворянский род.
Потомство Александра Филипповича Постельса (1801—1871) — русского естествоиспытателя и его сына Фридриха-Августа (1833—1892).
Определением Правительствующего Сената по Департаменту Герольдии от 1 Апреля 1910 года, Коллежский Асессор Фридрих-Август Фридрихов-Христианов-Александров Постельс, жена его Меланья-Елена-Вильгельмина Иосифова, рожд. Тромберг, и дети их: Эллен-Магдалина, Герберт-Оскар-Александр, Роберт-Николай-Ганс и Леопольд-Георгий-Сидней-Фридрих признаны в потомственном Дворянском достоинстве, с правом на внесение в третью часть Дворянской родословной книги, по полученному отцом первого из названных лиц, бывшим Директором С.-Петербургского Лесного Института Фридрихом-Христианом-Александром Александровым Постельс, 27 Марта 1877 года, чину Действительного Статского Советника.

## Описание герба
Щит четверочастный. В первой, червленой части, золотой длинный (страстной) крест. Вторая и третья части — серебряные, а в четвёртой, лазуревой части, серебряная сова.
На щите дворянский коронованный шлем. Нашлемник: четыре страусовых пера, из них первое золотое, второе лазуревое, третье червленое, четвёртое — серебряное. Намёт на щите справа — червленый с золотом, слева — лазуревый с серебром. Герб рода дворян Постельс внесен в Часть 19 Общего гербовника дворянских родов Всероссийской империи, стр. 130.